# Anemone afghanica
Anemone afghanica är en ranunkelväxtart som beskrevs av D. Podlech. Anemone afghanica ingår i släktet sippor, och familjen ranunkelväxter. Inga underarter finns listade i Catalogue of Life.